# 格兰特·瓦尔
格兰特·瓦尔（英語：Grant Wahl，1973年12月2日—2022年12月10日）是美国CBS體育的体育记者和足球分析师，他亦曾为《運動畫刊》的资深作家和福克斯体育频道的记者。此为他还是《贝克汉姆实验》（2009年出版）一书的作者。
他在《運動畫刊》供职期间注重于美国的大学篮球和足球。瓦尔在2011年竞选国际足联主席，但因未能获得足协的认可而退选。他在2020年被《運動畫刊》解雇，随后瓦尔转战Substack。
瓦尔于2022年12月9日在卡塔尔报道2022年国际足联世界杯时因主動脈瘤破裂而逝世。

## 生平
瓦尔在普林斯顿大学的第一年就开始负责普林斯顿老虎男子足球队的运营，当时的教练是卜·巴特利，而后者在后来担任美国职业足球大联盟和美国国家队的主教练。在返回美国参加1994年國際足協世界盃前夕，巴特利给了瓦尔到阿根廷留学的机会，以至于他在小保加體育會度过了一段时光。因为这段经历，瓦尔开始了他的足球事业。
1996年，瓦尔以实习生的身份入职《邁阿密先鋒報》，从此开始了他的职业生涯。后来，他于1996年11月加入《運動畫刊》，报道大学篮球和足球。在他的职业生涯中，瓦尔报道了12届次NCAA一级男子篮球锦标赛、8届次FIFA男子世界杯、4届次FIFA女足世界杯和5次奥运会。瓦尔于1998年以职业运动员私生子为主题撰写的封面故事“爸爸在哪里？”令他大获赞赏。此后，他写了无数关于运动员的封面故事和简介。此外，瓦尔还获得了美国篮球作家协会颁发的四项年度杂志故事奖。
2000年10月，瓦尔升任《運動畫刊》的资深作家，期间他主要为该杂志及旗下网站报道足球赛事。他为该杂志撰写了50多篇封面故事，其中包括于2002年发表的一篇关于当时尚为高中球员的勒布朗·詹姆斯的文章。在他于2009年出版的第一本书《贝克汉姆实验》中，瓦尔重点介绍了大卫·贝克汉姆2007年在美国职业足球大联盟中投奔洛杉矶银河及其对联盟的影响。此书被列入“紐約時報暢銷書榜”。 
2009年10月，瓦尔在洪都拉斯特古西加尔巴报道2010年世界杯预选赛第四轮比赛时被人公然持枪夺走其手机和钱包；当天稍早，他采访了洪都拉斯临时总统罗伯托·米凯莱蒂，后者后来就此事向瓦尔道歉。 
2011年2月，瓦尔宣布可能在国际足联第六十一届会议中竞选国际足联主席，取代塞普·布拉特的位置。然而，由于未能获得足协的认可（至少需要一个），他在截止日前夕推出竞选。事后，国际足联修改了主席提名程序，要求被提名人至少要获得五个足球协会的认可才能参选。瓦尔于2012年10月加盟福克斯体育频道，而在此前，他曾在当年早些时候参与该电视网对2012年欧锦赛的报道。
2013年，《運動畫刊》推出足球板块“Planet Fútbol”，由瓦尔掌舵。2020年4月10日，他因批评该杂志出版商“Maven”的首席执行官詹姆斯·赫克曼在2019冠状病毒病疫情期间的减薪行为而被《運動畫刊》解雇。作为回应，赫克曼批评了瓦尔的工作和不想自愿永久减薪。他于2021年10月5日加盟CBS体育，成为中北美洲及加勒比海足球協會球评暨Paramount+足球纪录片编辑顾问。
2021年8月，瓦尔在Substack上开办播客账户“Fútbol with Grant Wahl”。而他在2020年发布了一系列关于弗雷迪·阿杜职业生涯的播客（由蓝线媒体发行）。在跟随美国记者团参加2022年國際足協世界盃期间，瓦尔在卡塔尔因身穿彩虹图案T恤（带有LGBT意味）而在体育场外被拘留了约25分钟，而与他同行的纽时记者也未能幸免。他在12月8日留下的最后一篇贴文“他们只是不在乎”中批评卡塔尔当局冷漠对待在该国参与世界杯工程时身亡的海外劳工。

## 个人生活
瓦尔出生于堪萨斯州米申，就读于肖尼东区高中。曾为鷹級童軍。后来他入读普林斯顿大学，并于1996年获得政治学学士学位。
瓦尔在2001年在他的母校普林斯顿与专门研究传染病和全球健康的美国医生兼医学记者席琳·冈德相识后结婚。 

## 逝世
2022年12月9日，瓦尔在卡塔尔卢赛尔地标体育场报道四分之一决赛阿根廷对荷兰的比赛期间突然倒在记者席上。据其妻子称，在瓦尔被送往医院之前，当地医护人员迅速做出反应，抢救进行了三十分钟（期间亦动用心肺复苏术）。最终他于当月10日在当地一家医院被宣布死亡。
埃里克·瓦尔称他的兄弟收到了死亡威胁，他认为格兰特早已遇害。他还表示，他和亲人正在与美国国务院和白宫官员保持联系。美国使馆为此安排一名领事官员将他的遗体护送回国。埃里克·瓦尔在事后呼吁事件的公布应具有透明度 ，但收回了他关于违规行为的说法；美国国务院表示他们“暂未发现任何违规或恶意行为”。瓦尔的遗体于12月12日运抵美国，由纽约市法医进行尸检，结果认为瓦尔死于主动脉瘤破裂。他在生前曾抱怨胸部不适，并在世界杯媒体中心的医疗诊所寻求帮助，在那里他被告知他可能患有支气管炎。期间他服用了止咳糖浆和布洛芬。
国际足联主席詹尼·因凡蒂诺、美國足球協會、美国职业足球大联盟、美国足球界和世界各地的记者和其他人物发表声明以兹纪念。美国国务卿安東尼·布林肯在瓦尔遗体运抵美国后在推特发文哀悼。在法国对英格兰赛事进行期间，遗像及鲜花被放在巴伊特体育场内他原先使用的位置上。福克斯体育台在美国的体育场和电视转播期间也播放了致敬视频。

## 所获奖项
2023年1月25日，国家足球名人堂宣布将追授瓦尔“科林·何塞媒体奖”，该奖项旨在表彰为美国足球做出重大贡献的媒体成员。瓦尔将在5月6日举行之名人堂就职仪式上获得该荣誉。
同日，美國足球協會宣告当晚在洛杉矶BMO體育場举行之 美国男足对塞尔维亚国足之友谊赛上为其肖像预留一个包厢座位以兹纪念，另附上鲜花与带有其姓的美国男足球衣。足協将会在2026年國際足協世界盃（美、加、墨合办）一切以美国男足或女足为主场的球赛中向瓦尔致敬。美國職業足球大聯盟在2023赛季开幕后每周末之赛事为瓦尔预留一个新闻包厢席。
《泰德·拉索：錯棚教練趣事多》第三季第四集专为瓦尔而制。